# قائمة شركات السكك الحديدية في اليابان
قائمة شركات السكك الحديدية في اليابان تضم مشغلي السكك الحديدية اليابانية.
تلك المكتوبة بالخط المائل هي لمشغلي القطاع الثالث؛ كونها نصف عامة ونصف خاصة.

## مجموعة السكك الحديدية اليابانية
تتكون مجموعة السكك الحديدية اليابانية من الشركات السبع التي تم تشكيلها بعد خصخصة السكك الحديدية الوطنية اليابانية .
- Hokkaido Railway Company (JR Hokkaido) (北海道旅客鉄道 (JR北海道)؟)
- شركة شرق اليابان للسكك الحديدية (JR East) (東日本旅客鉄道 (JR東日本)؟)
- Central Japan Railway Company (JR Central) (東海旅客鉄道 (JR東海)؟)
- West Japan Railway Company (JR West) (西日本旅客鉄道 (JR西日本)؟)
- Shikoku Railway Company (JR Shikoku) (四国旅客鉄道 (JR四国)؟)
- Kyushu Railway Company (JR Kyushu) (九州旅客鉄道 (JR九州)؟)

- Japan Freight Railway Company (JR Freight) (日本貨物鉄道 (JR貨物)؟)

## السكك الحديدية الخاصة (الرئيسية)
منطقة كانتو
- شركة كيكيو京浜急行電鉄 (京急)
- شركة كيو
- السكك الحديدية الكهربائية كيسي京成電鉄
- سكة حديد أوداكيو الكهربائية小田急電鉄
- سكة حديد ساغامي (سوتيتسو) 相模鉄道 (相鉄)
- سكة حديد سيبو西武鉄道
- سكة حديد توبو
- مترو طوكيو東京地下鉄 (東京メトロ)
- سكك حديد طوكيو

منطقة تشوبو
- سكة حديد ناغويا (ميتيتسو) 名古屋鉄道 (名鉄)

منطقة كانساي
- شركة هانكيو
- سكة حديد هانشين الكهربائية
- سكة حديد كيهان الكهربائية
- سكة حديد كينتيتسو近畿日本鉄道 (近鉄)
- سكك حديد نانكاي الكهربائية

كيوشو
- سكك حديد نيشي نيبون西日本鉄道 (西鉄 نيشيتيتسو)

## خطوط السكك الحديدية الخاصة الشبه رئيسية
منطقة كانتو
- السكك الحديدية الكهربائية شين كيسي新京成電鉄

منطقة كانساي
- سكة حديد كيتا-أوساكا كيوكو北大阪急行電鉄 (كيتاكيو 北急)
- سكة حديد كوبي للنقل السريع神戸高速鉄道 (مترو أنفاق، مشغل سكك حديدية من الفئة 3)
- سانيو للسكك الحديدية الكهربائية
- سكة حديد سيمبوكو السريعة北高速鉄道

## السكك الحديدية الخاصة الأخرى والقطاع الثالث
حسب المحافظة التي يقع فيها المقر الرئيسي لعمليات السكك الحديدية من الشمال إلى الجنوب. لم يتم إدراج مشغلي السكك الحديدية والشركات التابعة من الفئة الثالثة. بعض الأسماء الإنجليزية غير رسمية.

### هوكايدو
- شركة جنوب هوكايدو للسكك الحديدية

### منطقة توهوكو
ولاية أوموري
- سكة حديد أويموري青い森鉄道
- سكة حديد كونان弘南鉄道
- سكة حديد تسوغارو津軽鉄道 (تسوتيتسو 津鉄)

ولاية ايواتي
- IGR Iwate Galaxy Railway IGR (いわて銀河鉄道)
- سكة حديد سانريكو三陸鉄道 (سانتيتسو 三鉄)

ولاية مياجي
- ترانزيت مطار سينداي仙台空港鉄道

محافظة اكيتا
- سكة حديد أكيتا نايريكو جوكان
- سكة حديد يوري كوجين (由利高原鉄道).

محافظة ياماغاتا
- سكة حديد ياماغاتا山形鉄道

ولاية فوكوشيما
- أبوكوما إكسبريس阿武隈急行 (أبوكيو 阿武急)
- سكة حديد أيزو
- فوكوشيما للنقل

### منطقة كانتو
محافظة إيباراكي
- سكة حديد هيتاشيناكا الساحلية (ひたちなか海浜鉄道)
- سكة حديد كانتو関東鉄道 (كانتيتسو 関鉄)
- سكة حديد كاشيما رينكاي鹿島臨海鉄道

محافظة توتشيغي
- سكة حديد موكا (真岡鐵道).
- سكة حديد ياجان野岩鉄道

محافظة غونما
- سكة حديد جومو الكهربائية (上毛電気鉄道).
- جوشين دينتيتسو (上信電鉄).
- سكة حديد واتاراسي كيكوكو (わたらせ渓谷鐵道)

محافظة سايتاما
- سكة حديد تشيتشيبو秩父鉄道
- سكة حديد سايتاما埼玉高速鉄道 (SR)

محافظة تشيبا
- سكة حديد تشوشي الكهربائية銚子電気鉄道 (Chōden 銚電)
- سكة حديد هوكوسو北総鉄道
- سكة حديد إيسومي (いすみ鉄道).
- سكة حديد كوميناتو小湊鉄道
- ريوتيتسو流鉄
- سكة حديد شيباياما芝山鉄道
- سكة حديد تويو السريعة (東葉高速鉄道).

طوكيو
- شركة متروبوليتان بين المدن للسكك الحديدية ( تسوكوبا إكسبرس )首都圏新都市鉄道 (つくばエクスプレス)
- النقل السريع لمنطقة واجهة طوكيو البحرية (خط رينكاي)東京臨海高速鉄道 (りんかい線) (TWR)

محافظة كاناغاوا
- سكة حديد هاكوني توزان
- سكة حديد إيزوهاكوني ( خط دايوزان ) 伊豆箱根鉄道 (大雄山線)
- سكة حديد يوكوهاما ميناتوميراي

### منطقة تشوبو
محافظة نيغاتا
محافظة توياما
- سكة حديد أينوكازي توياما (あいの風とやま鉄道)
- سكة حديد كوروبي جورج (黒部峡谷鉄道).
- سكة حديد توياما تشيهو富山地方鉄道 (تشيتيتسو 地鉄)

محافظة إيشيكاوا
- سكة حديد هوكوريكو北陸鉄道 (هوكوتيتسو 北鉄)
- سكة حديد إيشيكاوا آي آر (IRいしかわ鉄道).
- نوتو للسكك الحديدية (のと鉄道).

محافظة فوكوي
- سكة حديد إيتشيزن (えちぜん鉄道).

محافظة ياماناشي
- فوجي كيوكو富士急行 (فوجيكيو، فوجي-كيو 富士急)

محافظة ناغانو
- ألبيكو كوتسو (アルピコ交通).
- سكة حديد ناغانو الكهربائية長野電気鉄道 (ناجادين 長電)
- سكة حديد شينانو (しなの鉄道).
- سكة حديد أويدا الكهربائية上田電鉄 (أويدين 上電)

محافظة جيفو
- سكة حديد أكيتشي明知鉄道 (أكيتيتسو 明鉄)
- سكة حديد ناجاراجاوا長良川鉄道 (ناجاتيتسو 長鉄)
- سكة حديد تارومي樽見鉄道
- سكة حديد يورو養老鉄道

ولاية شيزوكا
- سكة حديد إنشو遠州鉄道 (Entetsu 遠鉄)
- سكة حديد جاكونان岳南電車
- سكة حديد إيزوهاكوني ( خط سونزو ) 伊豆箱根鉄道 (駿豆線)
- شركة إيزوكيو伊豆急行 (伊豆急)
- سكة حديد أويغاوا大井川鐵道 (دايتيتسو 大鐵)
- سكة حديد شيزوكا静岡鉄道 (شيزوتيتسو 静鉄)
- سكة حديد تينريو هاماناكو天竜浜名湖鉄道 (تينهاما 天浜)

محافظة آيتشي
- شركة آيتشي لوب لاين愛知環状鉄道 (أيكان 愛環)
- سكة حديد ناغويا الساحلية السريعة (خط أونامي)名古屋臨海高速鉄道 (あおなみ線)
- خدمة نقل توكاي東海交通事業 (TKJ)
- سكة حديد تويوهاشي豊橋鉄道 (تويوتيتسو 豊鉄)

### منطقة كانساي
محافظة مي
- سكة حديد إيجا伊賀鉄道
- سكة حديد إيسي伊勢鉄道 (إيسيتيتسو 伊勢鉄)
- سكة حديد سانجي三岐鉄道

ولاية شيجا
- سكة حديد أومي
- سكة حديد شيجاراكي كوهجن (信楽 高原鐵道).

ولاية كيوتو
- سكة حديد إيزان الكهربائية叡山電鉄 (إيدن 叡電)
- سكة حديد ساجانو ذات المناظر الطبيعية الخلابة
- قطارات ويلر (سكة حديد كيوتو تانجو) قطارات ويلر (京都丹後鉄道)

ولاية أوساكا
- ميزوما للسكك الحديدية水間鉄道 (Suitetsu 水鉄)

محافظة هيوغو
- سكة حديد هوجو北条鉄道
- سكة حديد كوبي الكهربائية神戸電気鉄道 (شينتيتسو 神鉄)
- السكك الحديدية الكهربائية الأنفية能勢電気鉄道 (Noseden 能勢電)

(محافظة واكاياما).
- سكة حديد كيشو (紀州鉄道).
- سكة حديد واكاياما الكهربائية和歌山電鐵

### منطقة تشوجوكو
ولاية توتوري
- تشيزو اكسبريس智頭急行
- سكة حديد واكاسا

محافظة شيماني
- سكة حديد إيشيباتا الكهربائية一畑電車

محافظة أوكاياما
- سكة حديد إيبارا井原鉄道
- سكة حديد ميزوشيما رينكاي (水島臨海鉄道).

محافظة ياماغوتشي
- سكة حديد نيشيكيجاوا

### شيكوكو
محافظة توكوشيما
- سكة حديد آسا كايجان阿佐海岸鉄道 (أساتيتسو 阿佐鉄)

محافظة كاجاوا
- السكك الحديدية الكهربائية تاكاماتسو-كوتوهيرا (高松琴平電気鉄道 (كوتودن 琴電)

محافظة إهيمه
- سكة حديد آيو伊予鉄道 (إيوتيتسو 伊予鉄)

ولاية كوتشي
- سكة حديد توسا كوروشيو土佐くろしお鉄道

### كيوشو
محافظة فوكوكا
- سكة حديد أماجي甘木鉄道 (أماتتسو 甘鉄)
- سكة حديد هيسي تشيكوهو平成筑豊鉄道 (هيتشيكو 平筑)

ولاية ناغازاكي
- سكة حديد ماتسورا松浦鉄道 (MR)
- سكة حديد شيمابارا島原鉄道 (شيماتسو 島鉄)

محافظة كوماموتو
- هيساتسو أورانج للسكك الحديدية肥薩おれんじ鉄道
- سكة حديد كوماجاواくま川鉄道 (كوماتيتسو くま鉄)
- سكة حديد كوماموتو الكهربائية熊本電気鉄道 (كومادن 熊電، سكة حديد كيكوتشي الكهربائية 菊池電車)
- سكة حديد مينامياسو南阿蘇鉄道

## مترو الانفاق
- مكتب النقل بمدينة سابورو ( مترو أنفاق سابورو ) 札幌市交通局 (札幌市営地下鉄)
- مكتب النقل بمدينة سينداي ( مترو أنفاق سينداي ) 仙台市交通局 (仙台市営地下鉄)
- سكة حديد سايتاما埼玉高速鉄道 (SR)
- مكتب طوكيو متروبوليتان للنقل ( مترو أنفاق توي ) 東京都交通局 (都営地下鉄)
- منطقة الواجهة البحرية لطوكيو النقل السريع (خط رينكاي)東京臨海高速鉄道 (りんかい線) (TWR)
- مكتب النقل بمدينة يوكوهاما ( مترو أنفاق بلدية يوكوهاما ) 横浜市交通局 (横浜市営地下鉄)
- سكة حديد يوكوهاما ميناتوميراي ( خط ميناتوميراي )横浜高速鉄道 (みなとみらい線)
- مكتب النقل مدينة ناغويا ( مترو أنفاق بلدية ناغويا ) 名古屋市交通局 (名古屋市営地下鉄)
- مكتب النقل لبلدية كيوتو ( مترو أنفاق بلدية كيوتو ) 京都市交通局 (京都市営地下鉄)
- ترام أوساكا الكهربائي السريع ( مترو أوساكا ) 大阪高速電気軌道 (مترو أوساكا (大阪メトロ))
- مكتب النقل لبلدية كوبي ( مترو أنفاق بلدية كوبي ) 神戸市交通局 (神戸市営地下鉄)
- سكة حديد هوكوشين كيوكو الكهربائية北神急行電鉄
- مكتب النقل بمدينة فوكوكا ( مترو أنفاق مدينة فوكوكا ) 福岡市交通局 (福岡市地下鉄)

## القطارات الأحادية
- تشيبا الحضرية مونوريل千葉都市モノレル
- خط منتجع مايهاما (خط منتجع ديزني)
- مكتب النقل في مدينة طوكيو ( Ueno Zoo Monorail )
- طوكيو مونوريل東京モノレル
- تاما توشي مونوريل
- شونان مونوريل (湘 南 モ ノ レ ー ル).
- أوساكا مونوريل大阪高速鉄道 (大阪モノレル)
- كيتاكيوشو مونوريل北九州高速鉄道 (北九州モノレル)
- أوكيناوا الحضرية مونوريل (يوي السكك الحديدية)沖縄都市モノレール (ゆいレル)

## أنظمة النقل الجديدة
- آيتشي رابيد ترانزيت (لينيمو)愛知高速交通 (リニモ)
- هيروشيما رابيد ترانزيت ( استرام لاين )広島高速交通 (アストラムライン)
- كوبي نيو ترانزيت ( بورت لاينر ، روكو لاينر )神戸新交通 (ポ ー ト ラ イ ナ ー، 六 甲 ラ イ ナ ー)
- حافلة ناغويا الإرشادية (خط يوتوتو)名古屋ガイドウェイバス (ゆとりとライン)
- مكتب النقل ببلدية أوساكا ( الترام الجديد ) 大阪市交通局 (ニュートラム)
- سايتاما نيو أوربان ترانزيت (مكوك جديد)埼玉新都市交通 (ニューシャトル)
- سكة حديد سيبو ( خط ياماغوتشي ) 西武鉄道 (山口線)
- خدمة Skyrail (تُعتبر أيضًا بمثابة خط مفرد).
- يامان ( خط يوكاريجاوكا ) 山万 (ユ ー カ リ が 丘 線)
- خط يوكوهاما الساحلي (خط كانازاوا الساحلي)
- يوريكامومي (ゆ り かも め).

## الترام
- السكك الحديدية الكهربائية تشيكوهو筑豊電気鉄道 (تشيكوتيتسو 筑鉄)
- سكة حديد إينوشيما الكهربائية江ノ島電鉄 (إينودن 江ノ電)
- سكة حديد فوكوي福井鉄道 (فوكوتيتسو 福鉄)
- مكتب النقل بمدينة هاكوداته函館市交通局
- ترام هانكاي الكهربائي 阪堺電気軌道
- سكة حديد هيروشيما الكهربائية広島電鉄 (هيرودن広電)
- سكة حديد آيو ( خط مدينة ماتسوياما ) 伊予鉄道 (松山市内線) (إيوتيتسو 伊予鉄)
- مكتب النقل بمدينة كاجوشيما鹿児島市交通局
- سكك حديد كيفوكو الكهربائية京福電気鉄道 (راندن 嵐電)
- سكة حديد كيهان الكهربائية ( خط أوتسو ) 京阪電気鉄道 (大津線)
- مكتب النقل بمدينة كوماموتو熊本市交通局
- خط مانيو万葉線
- ترام ناغازاكي الكهربائي 長崎電気軌道
- ترام أوكاياما الكهربائي岡山電気軌道 (أوكادين 岡電)
- مكتب النقل بمدينة سابورو ( ترام سابورو ) 札幌市交通局 (札幌市電)
- مكتب النقل الحكومي في طوكيو ( تودن ) 東京都交通局 (都電)
- شركة طوكيو ( خط سيتاجايا ) 東京急行電鉄 (世田谷線) (東急)
- توسادين كوتسوと さ で ん 交通 (توسادن 土佐電)
- سكة حديد توياما تشيهو ( خط ترام مدينة توياما ) 富山地方鉄道 (富山市内軌道線) (تشيتيتسو 地鉄)
- سكة حديد تويوهاشي ( خط أزومادا الرئيسي ) 豊橋鉄道 (東田本線) (تويوتيتسو 豊鉄)
- قطار أوتسونوميا الخفيف宇都宮ライトレル

## القطار الجبلي المائل
- سكة حديد هاكوني توزان ( تلفريك هاكوني توزان )
- سكة حديد هييزان (كابل ساكاموتو)
- سكة حديد إيزوهاكوني ( تلفريك جوكوكوتوجي )
- سكك حديد كيفوكو الكهربائية ( كابل إيزان ) 京福電気鉄道 (叡山ケーブル) (راندن 嵐電)
- سكة حديد كيهان الكهربائية ( كابل أوتوكوياما )
- سكة حديد كينتيتسو ( كابل إيكوما ، كابل نيشي-شيجي ) 近畿日本鉄道 (生駒ケーブル، 西信貴ケーブル) (近鉄)
- كوبي سيتي للتطوير الحضري ( عربة تلفريك مايا )
- كوراما ديرا ( كابل كوراما ديرا ) 鞍馬寺 (鞍馬寺ケーブル)
- سكة حديد ميتاكي توزان (كابل ميتاكي توزان)
- شركة جبل روكو للتلفريك والسياحة (Rokkō Cable) 六甲山観光 (六甲ケーブル)
- سكة حديد نانكاى الكهربائية ( كابل كوياسان )
- السكك الحديدية الكهربائية الأنفية ( كابل ميوكين ) 能勢電鉄 (妙見ケーブル) (Noseden 能勢電)
- أوكاموتو إم إف جي ( كابل بيبو راكوتينشي )
- تلفريك أوياما (تلفريك أوياما) 大山観光電鉄 (大山ケーブルカー)
- سكة حديد ساراكوراياما توزان (تلفريك ساراكوراياما)
- متحف نفق سيكان (خط نفق سيكان تابي شاكو )
- كابل شيكوكو ( كابل ياكوري ) 四国ケーブル (八栗ケーブル)
- سكة حديد تاكاو توزان الكهربائية (كابل تاكاو توزان)
- Tango Kairiku Kōtsū ( تلفريك أمانوهاشيداتي ) 丹後海陸交通 (天橋立ケーブルカー) (تانكاي 丹海)
- تاتياما كوروبي كانكو立山黒部貫光 (TKK)
- سكة حديد تسوكوبا كانكو ( تلفريك جبل تسوكوبا )

## حافلات الترولي
- تاتياما كوروبي كانكو ( Tateyama Tunnel Trolleybus ) 立山黒部貫光 (立山トンネルトロリーバス)

## شركات الشحن فقط
- سكة حديد أكيتا رينكاي (秋田臨海鉄道).
- سكة حديد فوكوشيما رينكاي福島臨海鉄道
- سكة حديد هاشينوهي رينكاي八戸臨海鉄道
- تطوير سكة حديد إيواتي (岩手開発鉄道).
- سكة حديد كاناغاوا رينكاي神奈川臨海鉄道 (كانارين 神奈臨)
- سكة حديد كييو رينكاي京葉臨海鉄道 (رينتيتسو 臨鉄)
- سكة حديد كينورا رينكاي衣浦臨海鉄道
- سكة حديد ناغويا رينكاي名古屋臨海鉄道
- سكة حديد سينو西濃鉄道
- سكة حديد سينداي رينكاي (仙台臨海鉄道).
- تايهيو لخدمات الفحم والنقل太平洋石炭販売輸送

## شركات مختارة متوقفة
أولئك الذين لديهم مقالات باللغة الإنجليزية مدرجون هنا.
- سكة حديد تشوجن (中原鉄道).
- سكة حديد هوروناي官営幌内鉄道
- السكك الحديدية الحكومية اليابانية
- سكة حديد كايتسونو加越能鉄道[1]
- سكة حديد كاشيما鹿島鉄道
- كوساكا للصهر والتكرير小坂製錬 (الشحن)
- سكة حديد كوريهارا دينين (くりはら田園鉄道)
- حافلة ميكي للسكك الحديدية
- سكة حديد سانيو山陽鉄道
- Tōkadai New Transit (Peach Liner)桃花台新交通 (ピ チ ラ イ ナ )، (نظام نقل جديد)
- سكة حديد توادا كانكو الكهربائية十和田観光電鉄 (Tōtetsu 十鉄)

## أنظر أيضا
- قائمة أنظمة السكك الحديدية الحضرية في اليابان
- قائمة شركات السكك الحديدية
- قائمة خطوط السكك الحديدية في اليابان
- قائمة محطات السكك الحديدية في اليابان
- قائمة أنظمة كهربة السكك الحديدية في اليابان
- النقل بالسكك الحديدية في اليابان
- القطارات الأحادية في اليابان
- قائمة المصاعد الجوية في اليابان
- قائمة أنظمة نقل الأشخاص بالمطار
- قائمة شركات تشغيل الحافلات في اليابان
- قائمة شركات السكك الحديدية البائدة في اليابان